# Scandisk
Scandisk est un utilitaire de vérification de disque qui a succédé à chkdsk (pour Check Disk) à partir de la version 6 de MS-DOS.
Des versions pour Windows (Scandskw.exe) ont également vu le jour, mais depuis Windows XP, Microsoft a réintégré chkdsk.
Il est inutile de copier Scandisk depuis un CD de Windows 9X ou des disquettes de MS-DOS vers le dossier system32 de Windows 2000 ou Windows XP, à moins que le disque dur soit formaté en FAT32, car cet utilitaire ne prend pas en charge NTFS.
Toutefois, Scandisk pour MS-DOS fonctionne parfaitement avec les disquettes 3,5, encore et toujours supportées par les versions actuelles de Windows. Mais, comme il est dit plus haut, il faut un CD de Windows 9X ou des disquettes de MS-DOS pour faire une telle copie de logiciel.
Il est également inutile de copier Scandisk pour Windows (Scandskw.exe) dans Windows 2000 ou Windows XP, quel que soit le système de fichier du disque dur. Seule la version DOS de Scandisk est compatible avec ces deux systèmes.